# Koushun Takami
Kōshun Takami (高見 広春 Takami Kōshun?), nacido el 10 de enero de 1969, es un autor y periodista japonés. Es conocido por su novela Battle Royale de 1999, que luego se adaptó a dos películas de acción real, dirigidas por Kinji Fukasaku, y tres series de manga.

## Biografía
Takami nació el 10 de enero de 1969 en Amagasaki, Prefectura de Hyōgo cerca de Osaka y creció en la Prefectura de Kagawa de Shikoku. Después de graduarse de la Universidad de Osaka con un título en literatura, abandonó el programa de cursos por correspondencia de artes liberales de la Universidad de Nihon; también realizó un curso a distancia de artes liberales de la Universidad de Nihon, y consiguió el certificado de profesor de inglés para institutos. De 1991 a 1996, trabajó para la compañía de noticias Shikoku Shimbun, informando sobre varios campos, incluidos la política, los informes policiales y la economía.
Kōshun Takami nació como Hiroharu Takami (高見宏治 Takami Hiroharu?). Su nuevo nombre de pila es un juego de palabras derivado del original. Hiroharu es un homófono de gran primavera. Luego, el autor adoptó los kanjis 広春 (muelle grande) y usó su pronunciación on'yomi para formar su nuevo nombre: Kōshun.

## Carrera literaria
Battle Royale se completó después de que Takami renunciara a la compañía de noticias. Fue rechazada en la ronda final del concurso literario de novela de terror del Gran Premio de Japón de 1997, debido a su controvertido contenido que representa a niños de secundaria obligados a matarse unos a otros. Cuando finalmente se publicó en abril de 1999, se convirtió en un éxito de ventas, y solo un año después se convirtió en manga y largometraje.
La novela fue traducida al inglés por Yuji Oniki y publicada por Viz Media en 2003. Más tarde, Haika Soru, una división de Viz Media, publicó una edición en inglés ampliada en 2009. El primer manga también comenzó a publicarse en inglés en 2003, por Tokyopop, con el último volumen publicado en 2006. Además de ser aclamada por la crítica, la serie Battle Royale se ha hecho famosa no solo en Japón, sino también en todo el mundo y se ha ganado el estatus de culto.
Desde Battle Royale, Takami no ha publicado ninguna obra.